# Drebach
Drebach ist eine Gemeinde und ein Dorf im Erzgebirgskreis in Sachsen (Deutschland).

## Geographie

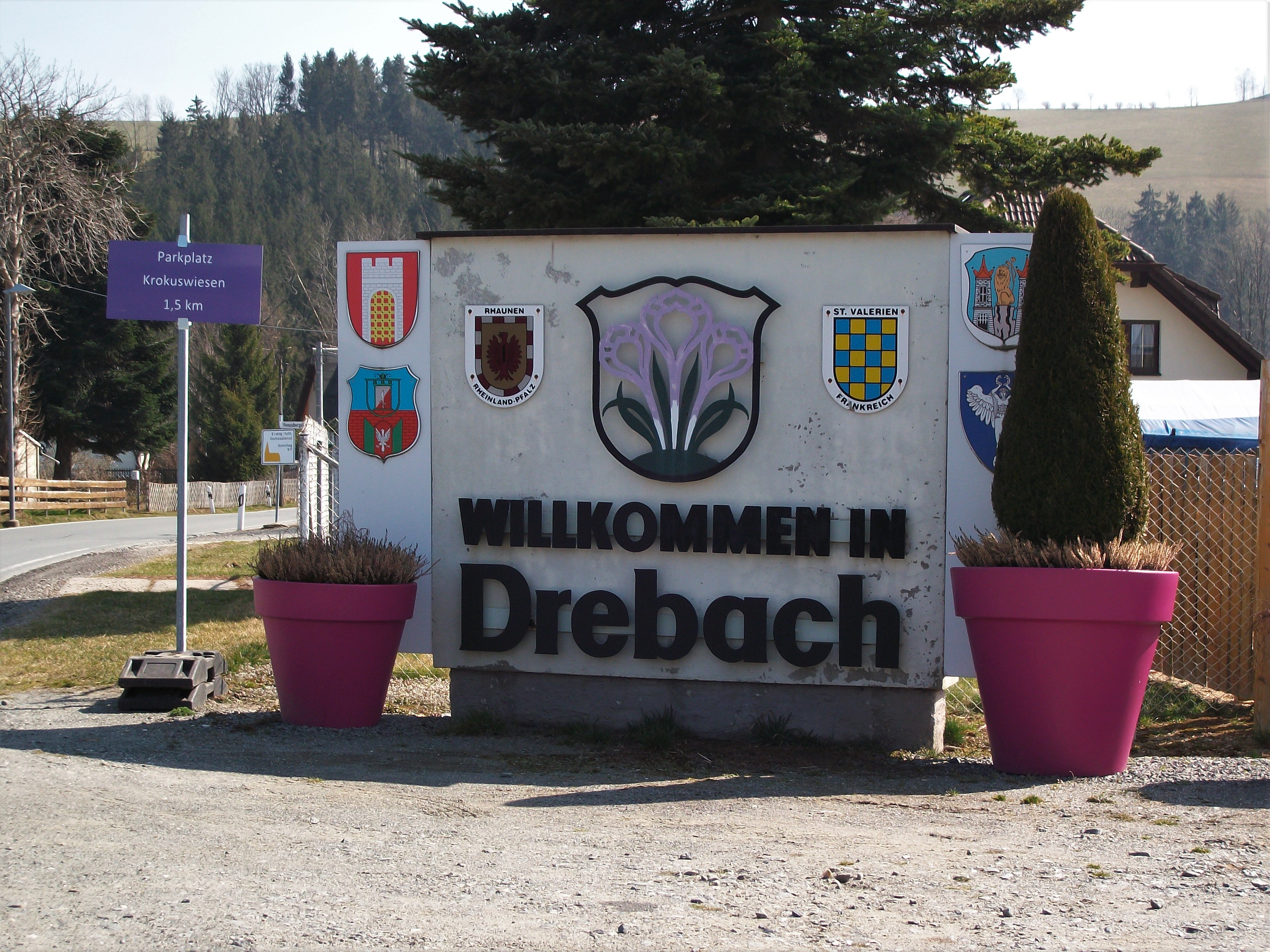
Willkommenstafel

### Lage
Das 6 km lange Waldhufendorf Drebach liegt in einem Nebental der Zschopau in südwest-nordöstlicher Richtung. Der Ortsteil Scharfenstein liegt im Zschopautal. Der höchste Punkt des Ortes liegt auf 600 m an der Grenze zu Ehrenfriedersdorf und der niedrigste Punkt an der Zschopau auf 340 m.

### Nachbargemeinden
Im Osten der Gemeinde liegt Großolbersdorf, im Südosten und Süden Wolkenstein, im Süden Thermalbad Wiesenbad und im Westen Ehrenfriedersdorf und Thum.

### Gliederung
Die Gemeinde umfasst folgende Ortsteile:
- Drebach
- Scharfenstein (eingemeindet am 1. Januar 2005)[2]
- Grießbach (am 1. Januar 1999 nach Venusberg)[3]
- Im Grund (am 1. Januar 1999 mit Grießbach nach Venusberg)[3]
- Spinnerei (am 1. Januar 2010 mit Eingemeindung von Venusberg)
- Venusberg (eingemeindet am 1. Januar 2010)[4]
- Wilischthal (am 1. Januar 1999 mit Grießbach nach Venusberg)[3]
- Wiltzsch (am 1. Januar 2010 mit Eingemeindung von Venusberg)

## Geschichte

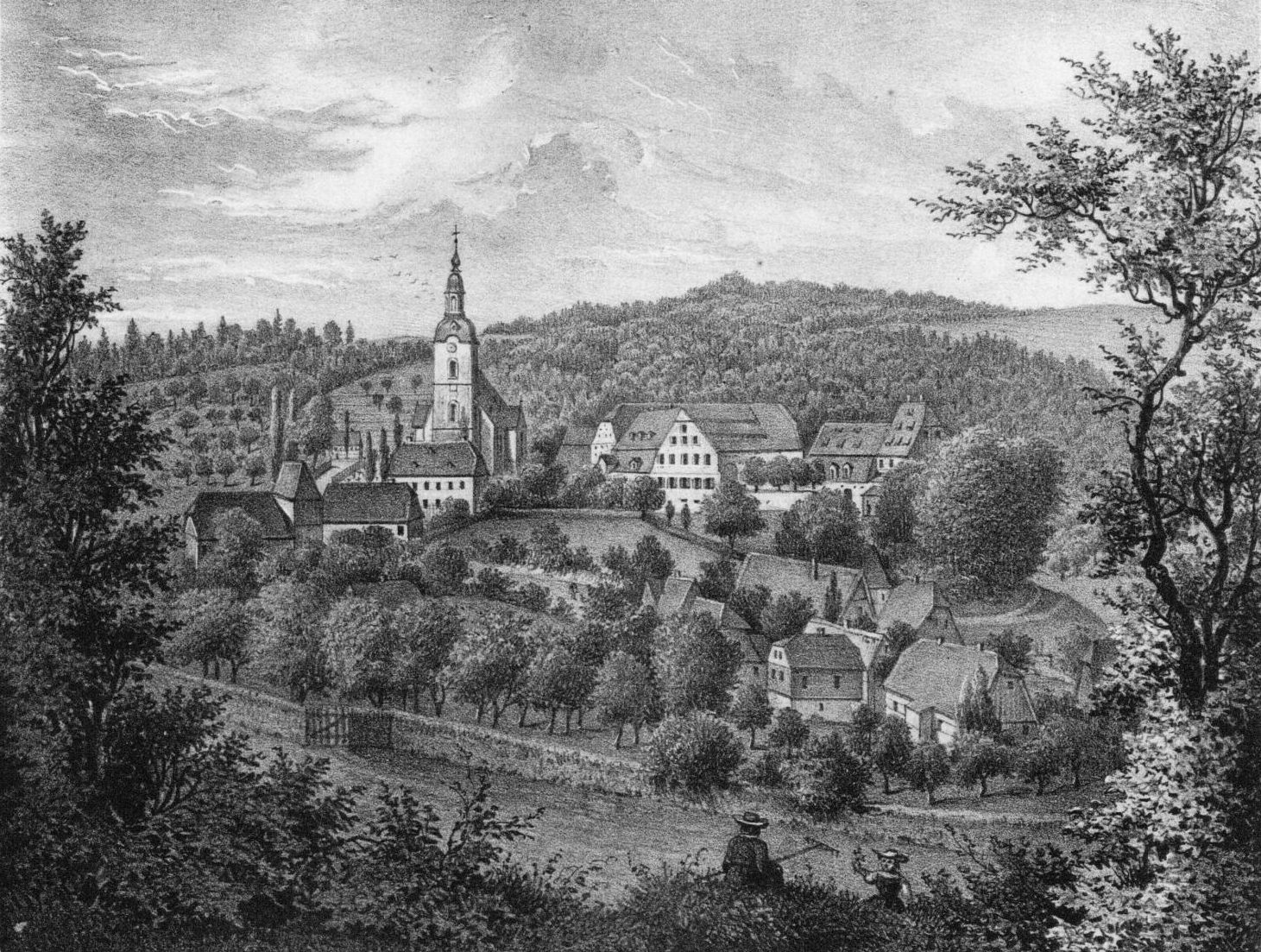
Rittergut und Kirche um 1860

### Ortsgeschichte

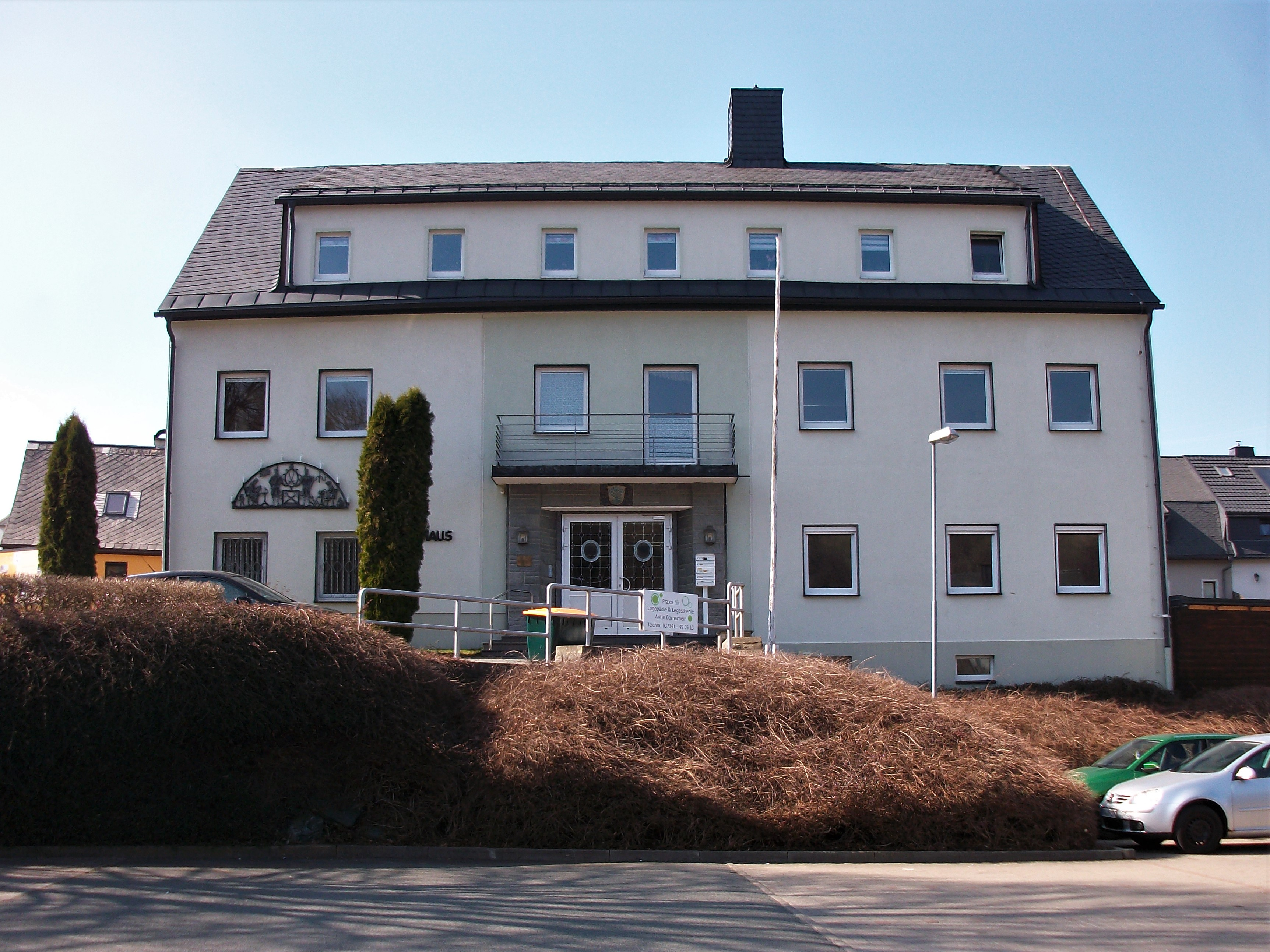
Ehemaliges Rathaus in Drebach

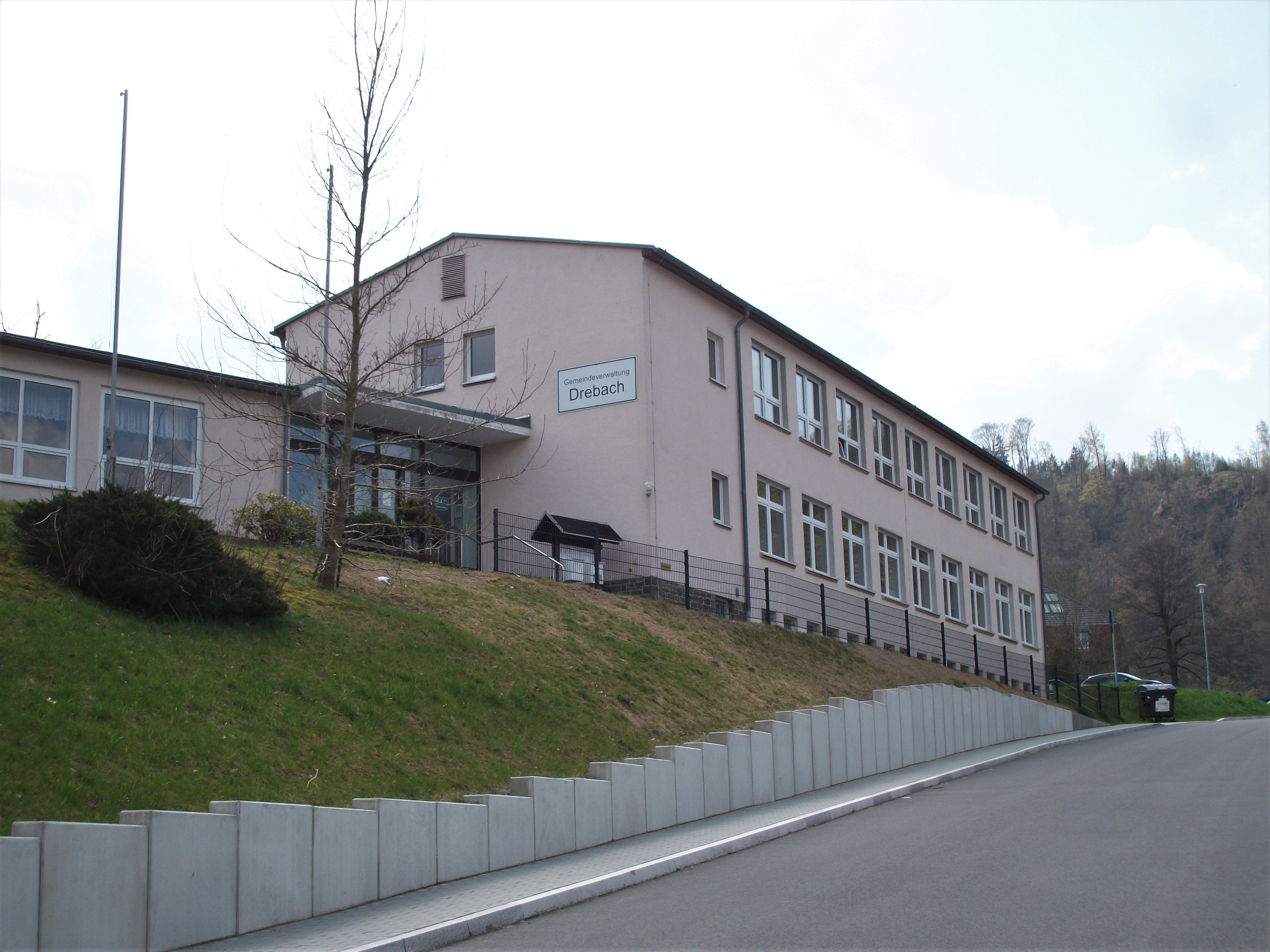
Gemeindeverwaltung Drebach in Scharfenstein

Am 8. April 1386 wurde Drebach erstmals urkundlich als „Dretebach“ erwähnt. In der Folgezeit unterlag die Schreibweise vielfachen Veränderungen. So schrieb man 1414 „Tartebach“, 1485 „Tretbach“, 1542 „Dreybach“, bis schließlich 1814 die heutige Schreibweise auftauchte. Der Name des Ortes ist mit ziemlicher Sicherheit auf das mittelhochdeutsche Wort draete, drāte (eilig, schnell, rasch) zurückzuführen. Drebach ist also eine Siedlung am eilig, schnell dahinfließenden Gewässer.
In den Jahren 1518 bis 1587 brachte der Silberbergbau reiche Ausbeute. Mit der Reformation 1539 blieb Drebach eigenständige Parochie mit den Orten Grießbach, Herold und Venusberg. 1588 wurde der erste Kirchschullehrer erwähnt und 1600 die Kirchschule erbaut. Die Kirche wurde 1614 neu errichtet. In den Jahren 1648 bis 1703 war der Arzt und Heilpraktiker David Rebentrost als Pfarrer in Drebach tätig. Er legte den Grundstein für die Krokuswiesen mit einer Fläche von derzeit acht Hektar. 1746 wurde im Heidelbachtal ein Kalkwerk angelegt. Die ersten Strumpfwirker wurden 1785 erwähnt. In den Jahren 1825/1826 erfolgte der Wiederaufbau der bei einem verheerenden Brand am 12. Mai 1823 zerstörten Kirche, des Rittergutes und der Kirchschule. 1866 wurde die mittlere Schule, ab 1915 Gemeindeamt, gebaut. 1877 wurde die Freiwillige Feuerwehr gegründet. Die erste Telefonstation wurde 1884 errichtet. 1889/1900 wurden die Obere und die Untere Schule gebaut. 1896 wurde der Rittergutsbezirk mit der Gemeinde vereinigt. Das Kalkwerk wurde 1901 stillgelegt. 1909 wurde ein Elektrizitätswerk errichtet und 1919 mit dem Aufbau einer Straßenbeleuchtung begonnen. 1926 begann die Verlegung von Gas- und Wasserleitungen. Die Gasversorgung wurde 1928 aufgenommen. In der Nacht zum 15. Februar 1945 wurden bei angloamerikanischen Bombenabwürfen elf Häuser zerstört oder beschädigt und fünf Einwohner getötet. 1959 wurde ein Landkino eröffnet, 1967 eine Schule für den gesamten Ort fertiggestellt. Die Einweihung einer Schulsternwarte auf dem Gelände der Oberschule Drebach erfolgte im Jahre 1969. Am 1. Juni 1986 wurde anlässlich der 600-Jahr-Feier von Drebach eine neue Sternwarte mit Zeiss-Planetarium eröffnet.

Von 1994 bis 2009 waren die damals selbständigen Gemeinden Drebach und Venusberg im Verwaltungsverband Grüner Grund. Zum 1. Januar 2010 erfolgte ihr Zusammenschluss zur Gemeinde Drebach.

### Schulgeschichte
Drebach verfügte bis zur Einweihung der Karl-Marx-Oberschule im Jahre 1967 über drei Schulen im unteren, mittleren und oberen Ortsteil. Im Jahre 1600 wurde die erste Kirchschule im Drebacher Niederdorf errichtet. Den Unterricht hielt Bartolomäus Petzold (1588–1640). Im Jahre 1823 brannte die Kirche und mit ihr die angegliederte Schule nieder. Bereits ein Jahr später wurde eine neue Kirchschule im heutigen Kantorenwohnhaus eröffnet, 1889/1890 die untere Volksschule mit vier Klassenräumen errichtet. Nach dem Zweiten Weltkrieg fand die Umwandlung in eine Grundschule mit den Klassenstufen 1 bis 8 statt. Ein zweites Schulgebäude entstand in Oberdrebach 1849. Bereits hundert Jahre vorher begann ein Laienlehrer Kinder in einem Gebäude des Grundstückes Nr. 91 zu unterrichten. 1889/1890 wurde ein Neubau mit zwei Unterrichtsräumen errichtet und 1919 auf fünf Räume, die über drei Gebäude verteilt sind erweitert. 1945 wurde die Struktur in eine Grundschule mit acht Klassen umgewandelt. Im mittleren Ortsteil wurde 1866 ein drittes Schulgebäude mit einem Unterrichtsraum, in dem bis zu vier Jahrgänge gemeinsam mit Klassenstärken bis 70 Schülern unterrichtet wurden, gebaut. 1893 fand eine Erweiterung um einen Raum statt. 1915 wurde das Schulgebäude verkauft und als Gemeindeamt umgestaltet; diese Funktion hat es gegenwärtig noch. 1925 wurde das stillgelegte Elektrizitätswerk in der Nähe des Dorfplatzes in eine Turnhalle und eine Fortbildungsschule mit zwei Räumen umgebaut. In der Folge wurde ein Berufsschulverband für Drebach und Venusberg ins Leben gerufen, der 1950 bereits wieder aufgelöst wurde. Die Turnhalle und die Räume wurden anschließend von der alten Grundschule und später durch die POS, die Oberschule und die 2006 neugegründete Grundschule genutzt. Im Kühlschrankwerk dkk wurden seit 1951 Lehrlinge zu Haushaltsgroßgerätemonteuren ausgebildet.

### Bevölkerungsentwicklung

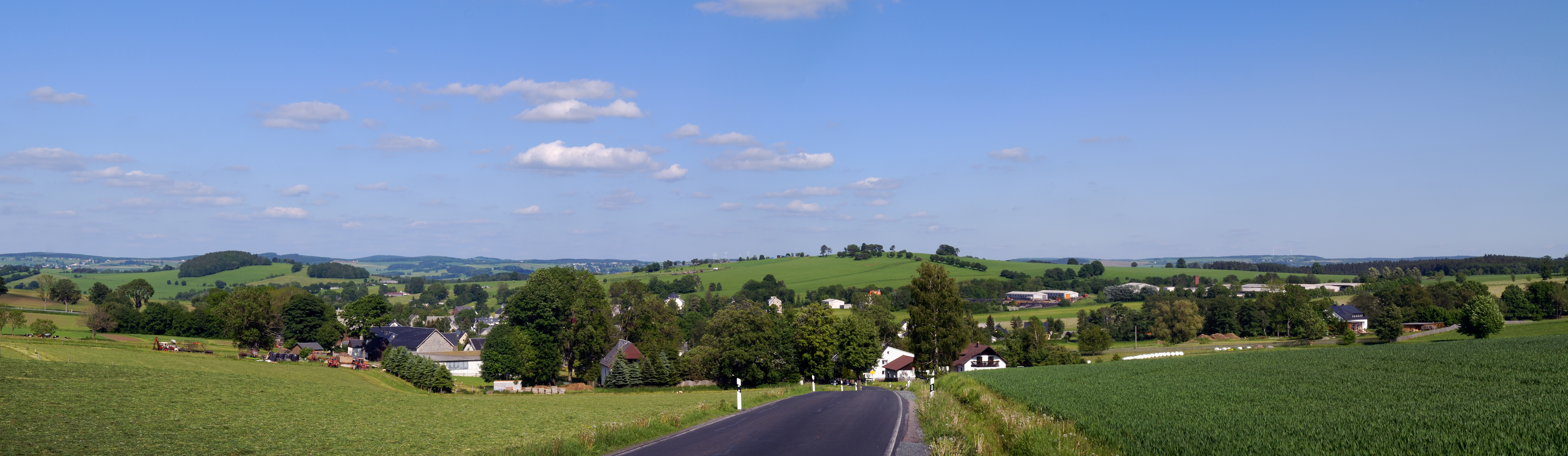
Panoramablick auf Drebach, Ansicht von der Ehrenfriedersdorfer Straße in Richtung Nordosten

Drebach zählt zu den wenigen Dörfern der Region, die dem allgemeinen Bevölkerungsrückgang im Freistaat Sachsen trotzten. Laut dem sächsischen Landesentwicklungsplan 2006 gehörte es im Zeitraum 2003–2006 zu den wenigen Gemeinden im Freistaat mit Geburtenüberschuss: Es wird in der Kategorie Geburtenüberschuss bis fünf Kinder pro tausend Einwohner geführt. So wurden 2005 in Drebach 19 und in Scharfenstein sechs Kinder geboren. Im Folgejahr erblickten in Drebach 26 und in Scharfenstein neun Kinder das Licht der Welt.

#### Kindertagesstätten
Der Ort verfügt über drei Kindertagesstätteneinrichtungen. Im Ortsteil Scharfenstein befindet sich die Tagesstätte Sonnenschein am Burgberg. Im mittleren Teil von Drebach befindet sich die größte Tagesstätte in Trägerschaft der evangelisch-lutherischen Landeskirche. Im oberen Teil des Dorfes befindet sich im Bürgerhaus die Tagesstätte Löwenzahn mit 30 Plätzen in Trägerschaft der Arbeiterwohlfahrt Kreisverband Annaberg/Mittleres Erzgebirge e. V.

### Einwohnerentwicklung
Folgende Einwohnerzahlen beziehen sich auf den 31. Dezember des voranstehenden Jahres mit Gebietsstand Januar 2007, ab 2010 auf das Gebiet nach Neugliederung:
| 1982 bis 1988 - 1982: 4.056 - 1983: 4.088 - 1984: 4.003 - 1985: 3.944 - 1986: 3.906 - 1987: 3.920 - 1988: 3.892 | 1989 bis 1995 - 1989: 3.909 - 1990: 3.820 - 1991: 3.803 - 1992: 3.785 - 1993: 3.747 - 1994: 3.724 - 1995: 3.739 | 1996 bis 2002 - 1996: 3.732 - 1997: 3.713 - 1998: 3.695 - 1999: 3.707 - 2000: 3.648 - 2001: 3.648 - 2002: 3.612 | 2003 bis 2012 - 2003: 3.636 - 2004: 3.628 - 2005: 3.600 - 2006: 3.534 - 2007: 3.463 - 2009: 5.752 | ab 2010 - 2012: 5.530 - 2013: 5.479 - 2019: 5.117 - 2020: 5.080 - 2021: 4.986 - 2022: 5.045 - 2023: 5.050 |

Quelle: Statistisches Landesamt des Freistaates Sachsen

## Politik
- Grüne: 1
- BiD: 7
- CDU: 10

### Gemeinderat
Seit der Gemeinderatswahl am 9. Juni 2024 verteilen sich die 18 Sitze des Gemeinderates folgendermaßen auf die einzelnen Gruppierungen:
- CDU: 10 Sitze
- Bürgerinitiative Drebach BiD e. V. (BiD): 7 Sitze
- Grüne: 1 Sitz

| Liste                              | 2024   | 2024   | 2019   | 2019   | 2014   | 2014   |
| Liste                              | Sitze  | in %   | Sitze  | in %   | Sitze  | in %   |
| ---------------------------------- | ------ | ------ | ------ | ------ | ------ | ------ |
| CDU                                | 10     | 53,7   | 9      | 48,1   | 11     | 57,4   |
| Bürgerinitiative Drebach BiD e. V. | 7      | 43,3   | 8      | 46,1   | 4      | 21,4   |
| Grüne                              | 1      | 3,0    | 1      | 5,9    | –      | –      |
| BK/BIfG                            | –      | –      | –      | –      | 2      | 11,2   |
| Linke                              | –      | –      | –      | –      | 1      | 6,5    |
| Kita Sonnenschein e. V.            | –      | –      | –      | –      | –      | 3,5    |
| Wahlbeteiligung                    | 72,5 % | 72,5 % | 69,9 % | 69,9 % | 57,3 % | 57,3 % |

### Bürgermeister
Bürgermeister ist seit 2024 Swen Drechsler (CDU).
| Wahl | Bürgermeister  | Vorschlag | Wahlergebnis (in %) |
| ---- | -------------- | --------- | ------------------- |
| 1994 | Lothar Gündel  | parteilos | 96,6                |
| 2001 | Jens Haustein  | CDU       | 84,7                |
| 2008 | Jens Haustein  | CDU       | 99,2                |
| 2010 | Jens Haustein  | CDU       | 71,9                |
| 2017 | Jens Haustein  | CDU       | 97,9                |
| 2024 | Swen Drechsler | CDU       | 56,0                |

### Gemeindepartnerschaften
- Eichenau, Bayern
- Rhaunen, Rheinland-Pfalz
- Saint-Valérien, Frankreich
- Valeč, Tschechien

## Religion

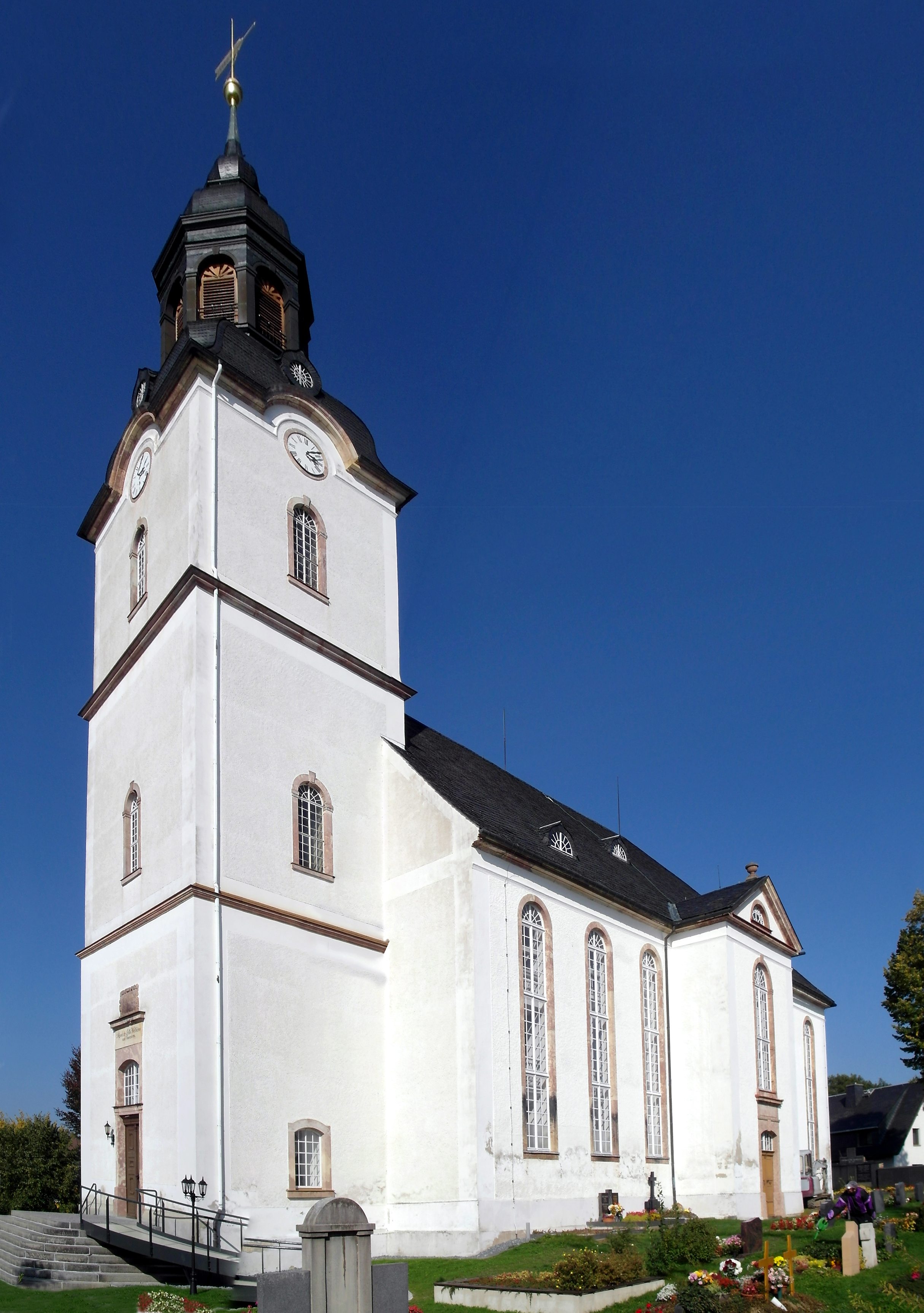
Ev.-Luth. Kirche Drebach

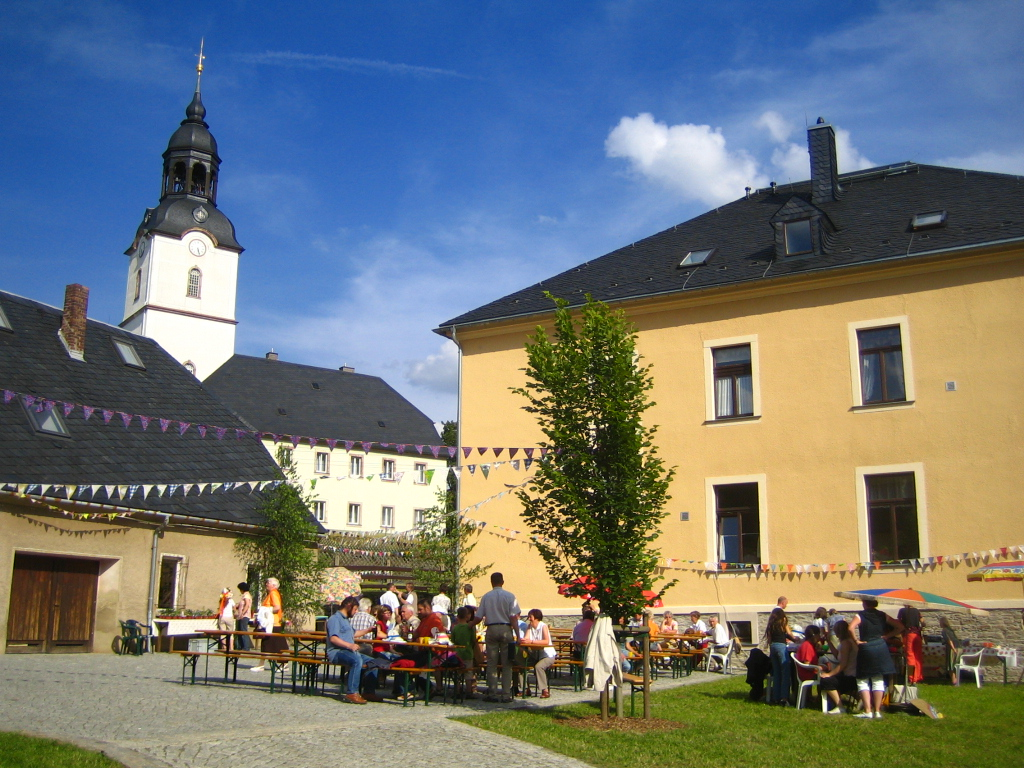
Familienfest im Pfarrhof Drebach

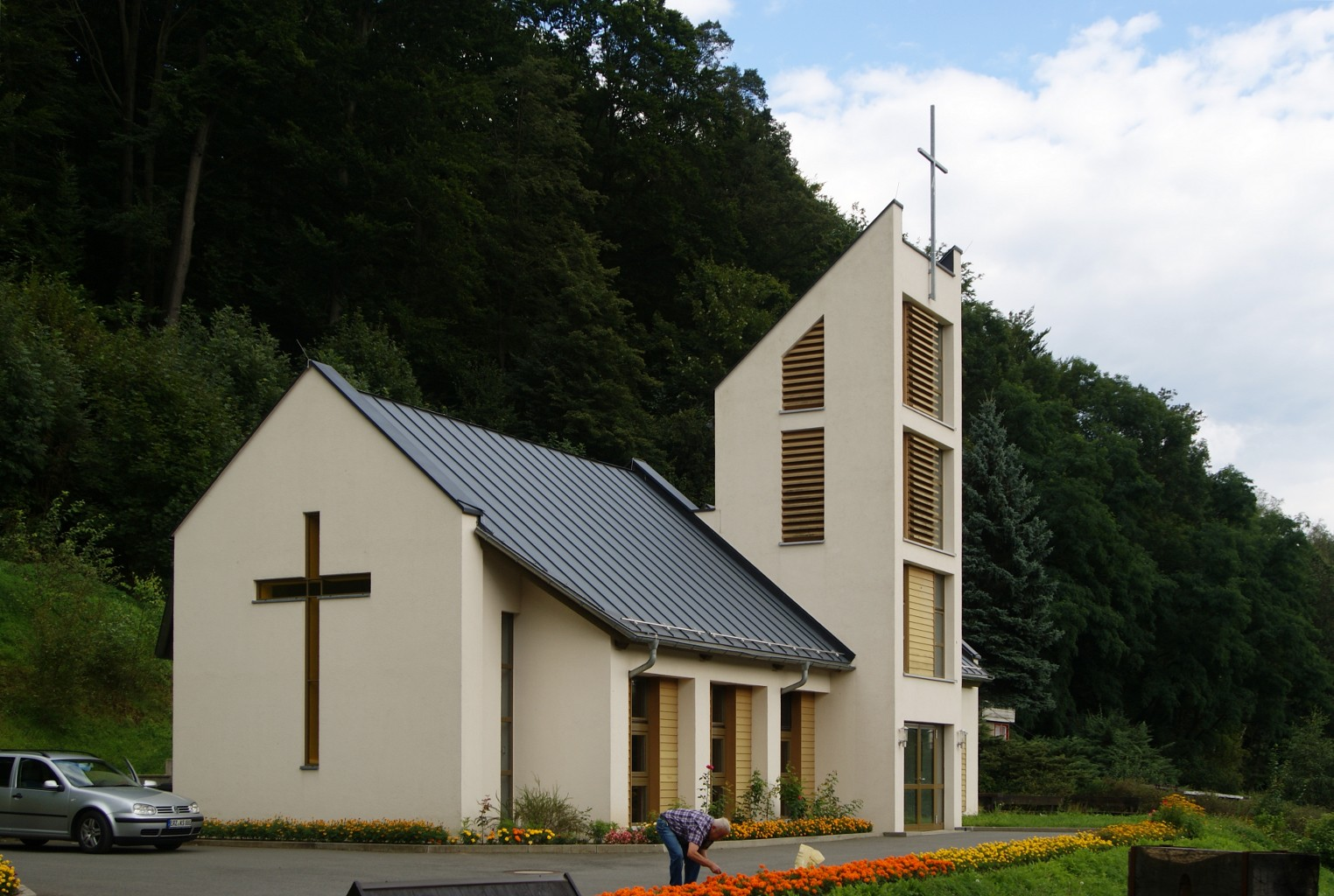
Gemeindezentrum Scharfenstein

In Drebach finden sich Gemeinden von drei evangelischen Konfessionen. Im Ortsteil Scharfenstein existiert eine evangelisch-lutherische Gemeinde. Ihr am 6. Februar 2005 eingeweihtes Gemeindezentrum befindet sich am Burgberg. Drebach verfügt ebenfalls über eine evangelisch-lutherische Gemeinde mit der Dorfkirche, dem umgebenden Friedhof und dem Pfarrhof in Nachbarschaft des Rittergutes am unteren Ausgang des Ortes. In der Ortsmitte steht unweit des Rathauses ein kleines Kirchgebäude der evangelisch-methodistischen Gemeinde. Am oberen Ausgang des Dorfes befindet sich ein Gemeindezentrum der Landeskirchlichen Gemeinschaft.
Die Scharfensteiner Gemeinde gehört gemeinsam mit Hohndorf, Hopfgarten und Grünau zur evangelisch-lutherischen Kirchgemeinde Großolbersdorf. Drebach ist der Sitz einer eigenen Kirchgemeinde der Evangelisch-Lutherischen Landeskirche Sachsens, zu der auch Venusberg und Grießbach gehören. Bis ins 19. Jahrhundert gehörte auch Herold dazu, wovon noch heute der durch die Neuen Häuser geradewegs nach Herold führende Kirchsteig zeugt.
Das Gemeindezentrum Scharfenstein verfügt über einen EC-Jugendkreis und über eine Anzahl von sich regelmäßig zum Bibelstudium treffenden Gruppen, wie einen Hauskreis oder einen Rentnerkreis. Daneben gibt es im Rahmen der Kirchenmusik traditionell eine vielfältige musikalische Betätigung eines Chores und eines Posaunenchores.
In der größeren Kirchgemeinde Drebach sind die Aktivitäten umfangreicher. Neben der Trägerschaft des Kindergartens in der Ortsmitte und des Hortes der Grundschule wird auch ein Rüstzeitheim im Pfarrhof betrieben. Dieser befindet sich in der Nähe der Kirche und besteht aus dem Pfarrhaus, einem Nebengebäude und dem 2004 eingeweihten Gemeindezentrum, das an der Stelle der ehemaligen, zum historischen Pfarrhof gehörenden Pfarrscheune errichtet wurde und daher deren Namen trägt. Im Rahmen der kirchlichen Jugendarbeit gibt es in der Gemeinde eine Jungschar, eine Junge Gemeinde und eine Volleyballgruppe. Daneben existieren eine Reihe von Gebetskreisen für verschiedene Zielgruppen.
In zwei Kurrendegruppen, dem Kirchenchor, dem Posaunenchor und dem Kirchenorchester singen und musizieren wöchentlich insgesamt bis zu 180 Personen. Dabei bildet die festliche musikalische Gestaltung der Gottesdienste das Zentrum der Arbeit, ergänzt durch Konzerte vorwiegend in der Oster-, Sommer- und Vorweihnachtszeit.
Zudem besitzt die Gemeinde Drebach eine Junge Gemeinde.

## Kultur und Sehenswürdigkeiten
- siehe auch: Liste der Kulturdenkmale in Drebach

### Bürgerhaus
Das Bürgerhaus wurde im Jahre 2003 in einer ehemaligen, unter Denkmalschutz stehenden Textilfabrik in Oberdrebach Am Zechengrund 4 eingerichtet. Das Ziel der Schaffung dieses Objektes bestand in der Bereicherung des kulturellen Lebens im Dorf. Mittlerweile beherbergt das Gebäude die Kindertagesstätte „Löwenzahn“ der Arbeiterwohlfahrt Kreisverband Annaberg/Mittleres Erzgebirge e. V., eine Arztpraxis, eine Reihe von Veranstaltungsräumen und einige Wohnungen. Der sich anschließende Garten wurde mit vielseitigen Kräuterrabatten ausgestaltet, die als Anschauungsmaterial für Kurse über Kräuteranbau und -nutzung dienen. Bislang fanden unteren anderem Vorträge und Lesungen, Aufführungen von Mundarttheater, Kabarettabende und Taiji- oder auch Tschechischkurse im Bürgerhaus statt.

### Ausstellungshalle
Die sogenannte Ausstellungshalle wurde in den 1970er Jahren von der „LPG Vorwärts“ als Legehennenstall in Mitteldrebach errichtet. Als das Gebäude seit dem Ende der 80er nicht mehr als Stall genutzt wurde, fanden in ihm mit Regelmäßigkeit Kleintierzuchtausstellungen statt, die ihm zu seinem heutigen Namen verhalfen. Die Gemeinde Drebach renovierte das Gebäude in den 1990er Jahren grundlegend. Seitdem wird es als größter Saal im Dorf für Veranstaltungen mit großen Publikum und/oder Raumbedarf, wie Faschingsveranstaltungen, Volksmusikkonzerte und Kleintierzuchtausstellungen genutzt.

### Burg Scharfenstein

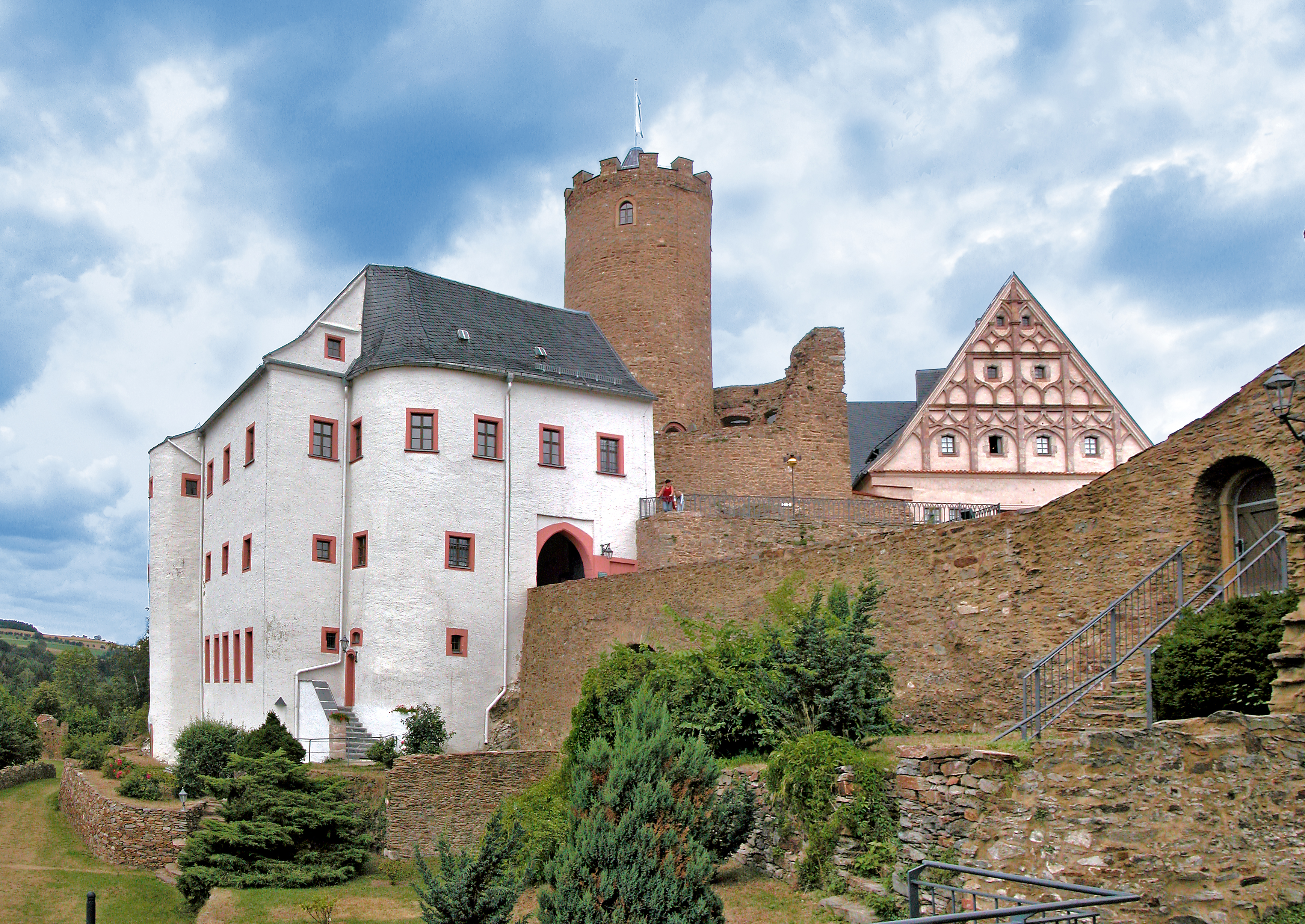
Burg Scharfenstein

Die Burg Scharfenstein befindet sich im Ortsteil Scharfenstein im Tale der Zschopau. Sie beherbergt unter anderem eine Dauerausstellung erzgebirgischer Volkskunst unter dem Titel „Sehnsucht nach dem Licht“ des Hamburger Sammlers Andreas Martin und eine Anzahl von Kunsthandwerkerstuben.

### Volkssternwarte und Zeiss-Planetarium

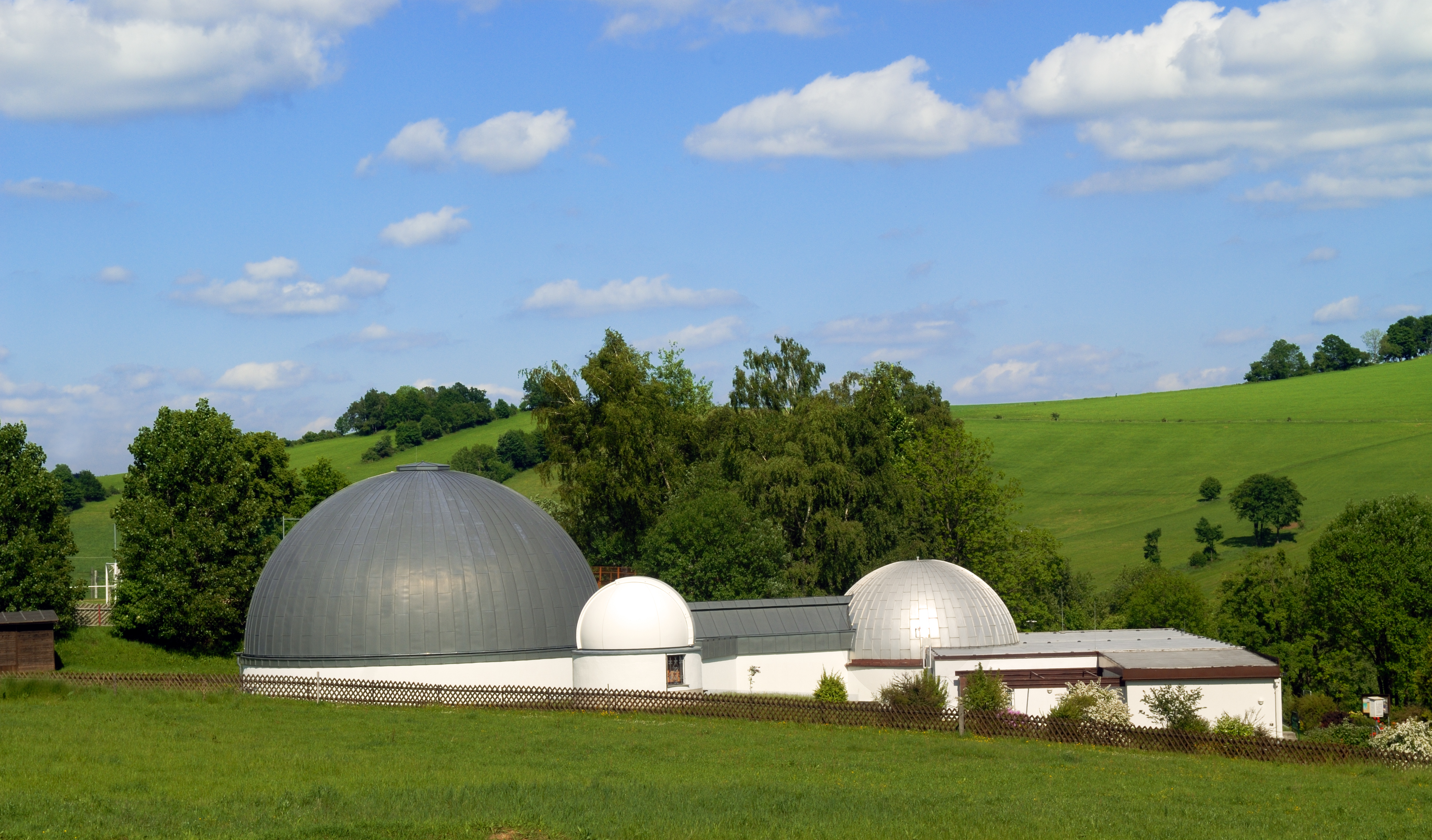
Volkssternwarte und Zeiss-Planetarium

Die Volkssternwarte Drebach zählt mit ihrer Planetariumstechnik (Projektor Zeiss ZKP 3 Skymaster) von Carl Zeiss zu den modernsten Planetarien Deutschlands. Die Innenkuppel hat einen Durchmesser von 11 m und bietet Platz für 70 Zuschauer. Seit November 2014 verfügt das Planetarium über ein Ganzkuppelprojektionssystem der Firma Carl Zeiss.

### Planetenwanderweg und Erdgeschichtslehrpfad
Der Planetenwanderweg zieht sich auf knapp 6 km von Ehrenfriedersdorf zur Volkssternwarte in Drebach hin. Er verläuft über gut ausgebaute und ausgeschilderte Wege zwischen beiden Orten. Der Wanderer kann in Ehrenfriedersdorf mit einem Modell der Sonne beginnen und gelangt nach 5,9 km zum Zwergplaneten Pluto, der im Gelände der Volkssternwarte steht. Der Wanderweg ist im Maßstab 1:1 Milliarde gestaltet. Bänke und Schutzhütten sind vorhanden. Auf dem Wanderweg beginnt außerdem beim Planeten Jupiter ein Erdgeschichtslehrpfad, auf dem im zeitlichen Maßstab von ebenfalls 1:1 Milliarde die Geschichte der Erde durchschritten werden kann. Auf Informationstafeln werden Charakteristika verschiedener Entwicklungsepochen beschrieben.

### Naturdenkmäler
Krokuswiesen

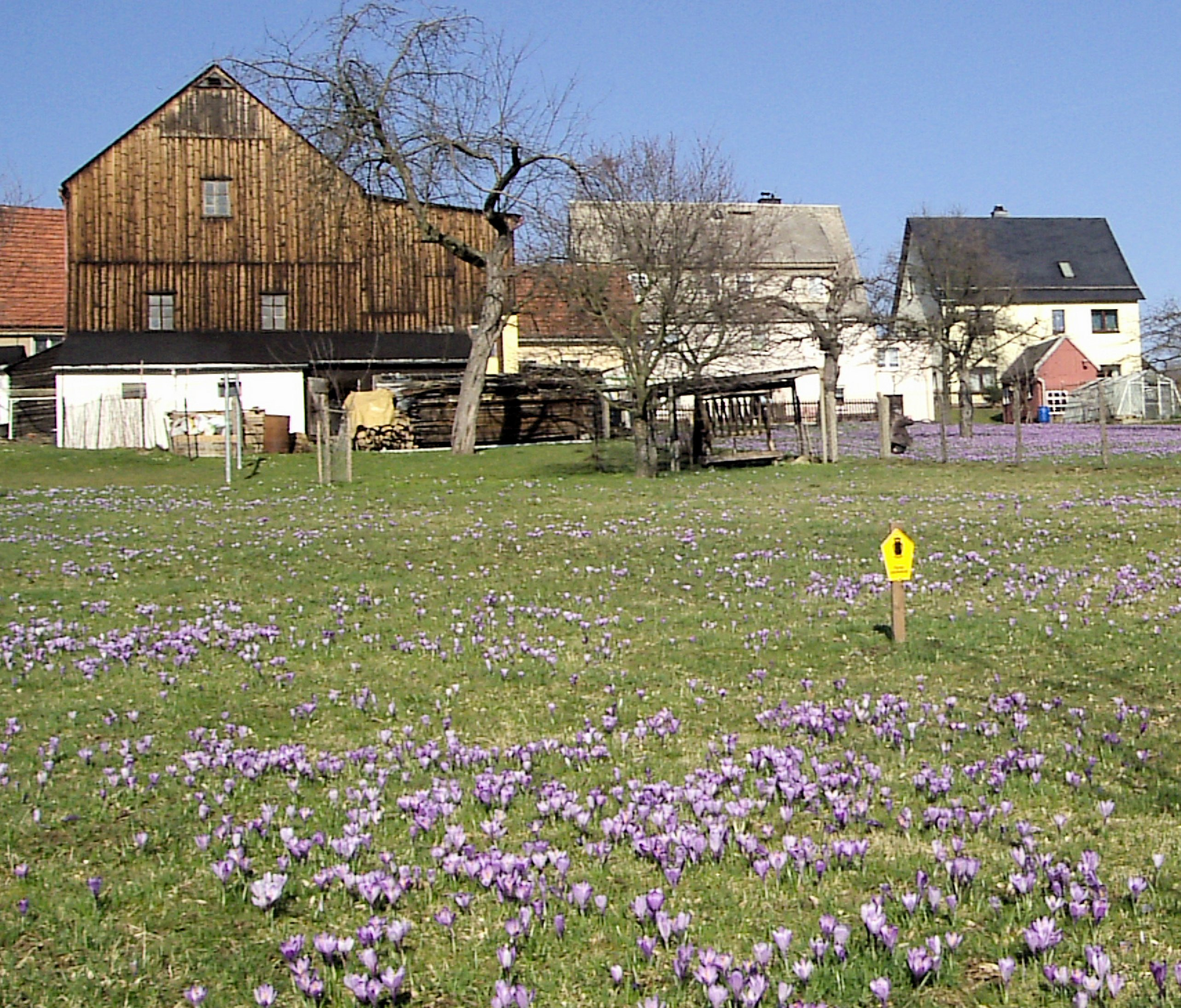
Krokuswiese an den Neuen Häusern

Im März und April sind die Drebacher Krokuswiesen mit Tausenden von Krokus-Blüten touristischer Anziehungspunkt mit überregionaler Bekanntheit.
Heidelbachtal

Naturschutzgebiet, in welchem u. a. seltene Vogelarten wie der Eisvogel oder die Wasseramsel beobachtet werden können. Etwa seit dem Jahr 2000 ist in den umgebenden Fichten-Wäldern eine Herde von etwa 20 Europäischen Mufflons heimisch.
- Siehe auch: Liste der Naturdenkmale in Drebach

### Gedenkstätten
- Eine Gedenktafel am ehemaligen Kulturhaus erinnert an den Sozialdemokraten Kurt Körbitz, der 1933 von SA-Männern Misshandlungen erfuhr und an deren Folgen starb, sowie an den Kommunisten Emil Woytizka, der 1941 an einer ihm zugefügten Tbc-Infektion starb
- David-Rebentrost-Gedenkstein an der Wolkensteiner Straße

### Regelmäßige Veranstaltungen
In Drebach finden verschiedene Veranstaltungen statt.
- Traditionelle Höhenfeuer, im Frühjahr
- Venusberger Badfest, im Sommer
- Kirmes mit Rummel und Festzelt auf dem Drebacher Dorfplatz, im Herbst
- Weihnachtsmarkt am Rittergut in Drebach
- Weihnachtsmarkt auf Burg Scharfenstein

## Wirtschaft und Infrastruktur

### Wirtschaftsstruktur
Die Gemeinde verfügt über zwei Gewerbegebiete, eines auf dem ehemaligen dkk-Gelände in Scharfenstein und eines außerhalb der Ortslage Drebach am unteren Ortseingang, die noch nicht vollständig belegt sind. Die lokale Wirtschaftsstruktur wird vorwiegend durch kleinere Handwerksbetriebe charakterisiert. Nach dem Niedergang des beiweiten größten Arbeitgebers in der Region, dem DKK-Werk Scharfenstein, nach der Wende in Foron umbenannt im Zuge der Wende, ist ein Mangel an Industriearbeitsplätzen in der Gemeinde zu beklagen, da auch in den Jahren nach 1990 keine größeren Industrieansiedlungen stattgefunden haben. Die bestehenden mittelständischen Industriebetriebe arbeiten in den Bereichen der Feinmechanik, Elektronik und Werbegestaltung. Ende des Jahres 2002 gelang ein Erfolg mit der Ansiedelung eines mittelständischen Unternehmens aus Nordrhein-Westfalen, das nach eigenen Angaben nach fünf Jahren 100 Arbeitsplätze geschaffen hat. Dennoch sind die zur Verfügung stehenden Flächen in den Gewerbegebieten noch nicht vollständig ausgelastet.

Neben den enormen und abrupten Umstrukturierungen in der Industrie fanden ähnliche Umwälzungen in der Landwirtschaft, jedoch im kleineren Maßstab, statt, so dass neben dem Folgeunternehmen der ehemaligen LPG Vorwärts, der Agrargenossenschaft Drebach, mehrere Wiedereinrichter bestehen. Jedoch führte der rapide Wechsel des Wirtschaftssystems auch in der Landwirtschaft zu einer raschen Freisetzung von Arbeitskräften.
Der Tourismus spielt eher eine untergeordnete Rolle. Es existieren eine Reihe von Ferienwohnungen, oft auf Bauerngütern, und zwei Pensionen. Die im Jahr 2014 gegründete Bürgerenergiegenossenschaft „Bürger Energie Drebach eG“ verfolgt gemäß der Satzung das Ziel der Umsetzung von Projekten, die eine nachhaltige, lokale und zukunftsfähige sowie bezahlbare Energieversorgung der Gemeinde Drebach und deren Ortsteilen langfristig sicherstellen. Dazu betreibt die BED eG Photovoltaikanlagen auf dem Planetarium in Drebach, der Kita „Sonnenstrahl“ in Drebach, dem Freibad in Venusberg, dem Sportlerheim in Drebach und der Gemeindeverwaltung in Scharfenstein. Ladestationen für Elektrofahrzeuge am Bahnhof Scharfenstein und in umliegenden Gemeinden sind weitere Projekte der BED eG.
Der VEB DKK Scharfenstein hat als Foron Industriegeschichte geschrieben, indem hier am 15. März 1993 die Produktion des ersten FCKW- und FKW-freien Kühlschrankes „Greenfreeze“ aufgenommen wurde. Dieser war hier mit Unterstützung von Harry Rosin (Dortmunder Hygieneinstitut) und Greenpeace zur Marktreife gebracht worden. Alle anderen Hersteller weigerten sich bis zu diesem Termin, diese die Ozonschicht schützende Kälte-Technik anzuwenden, die danach weltweite Verbreitung und Nachahmung fand. Das Unternehmen erhielt dafür den Deutschen Umweltpreis.

### Bildung

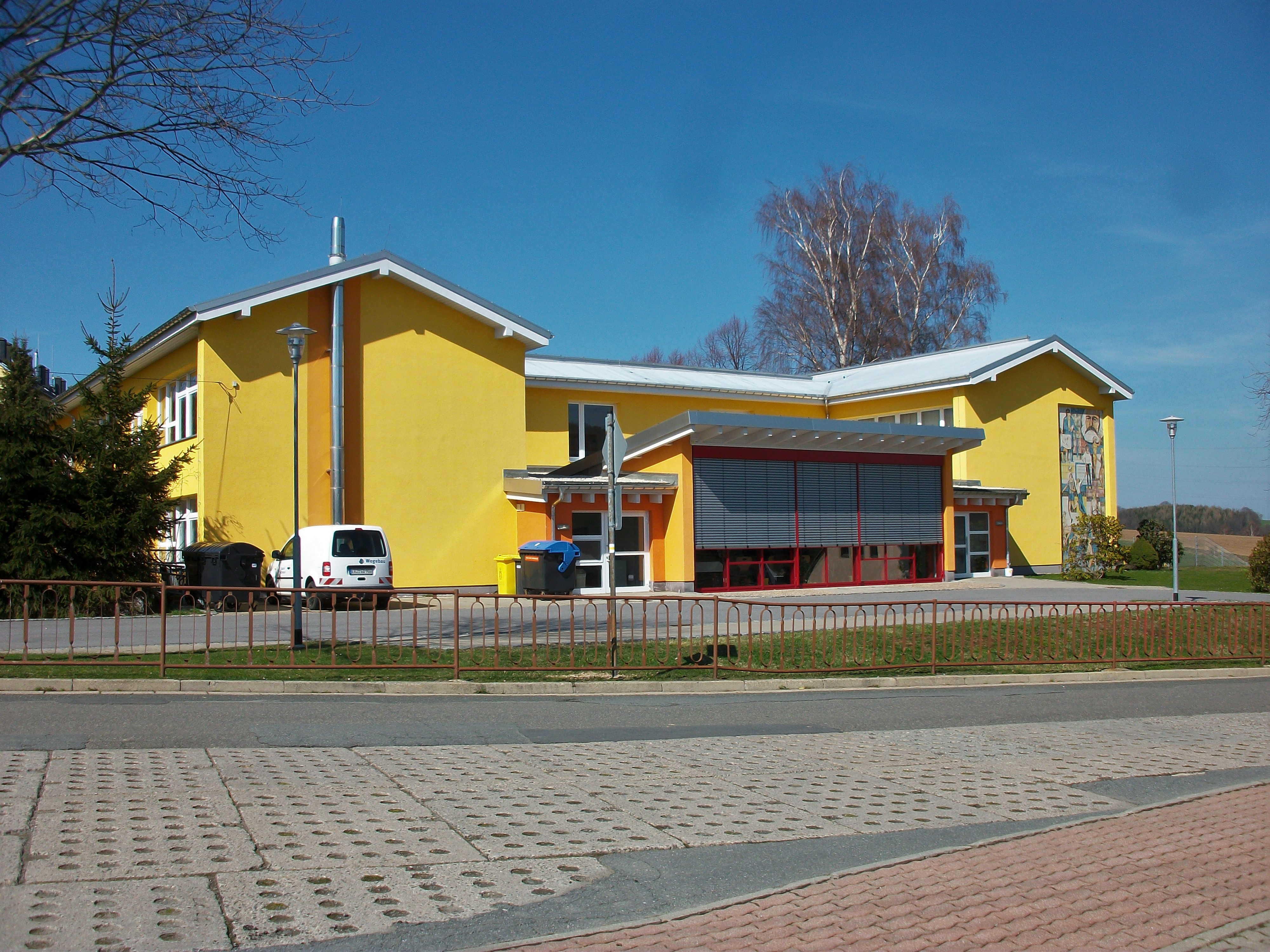
Grundschule „David Rebentrost“, Drebach

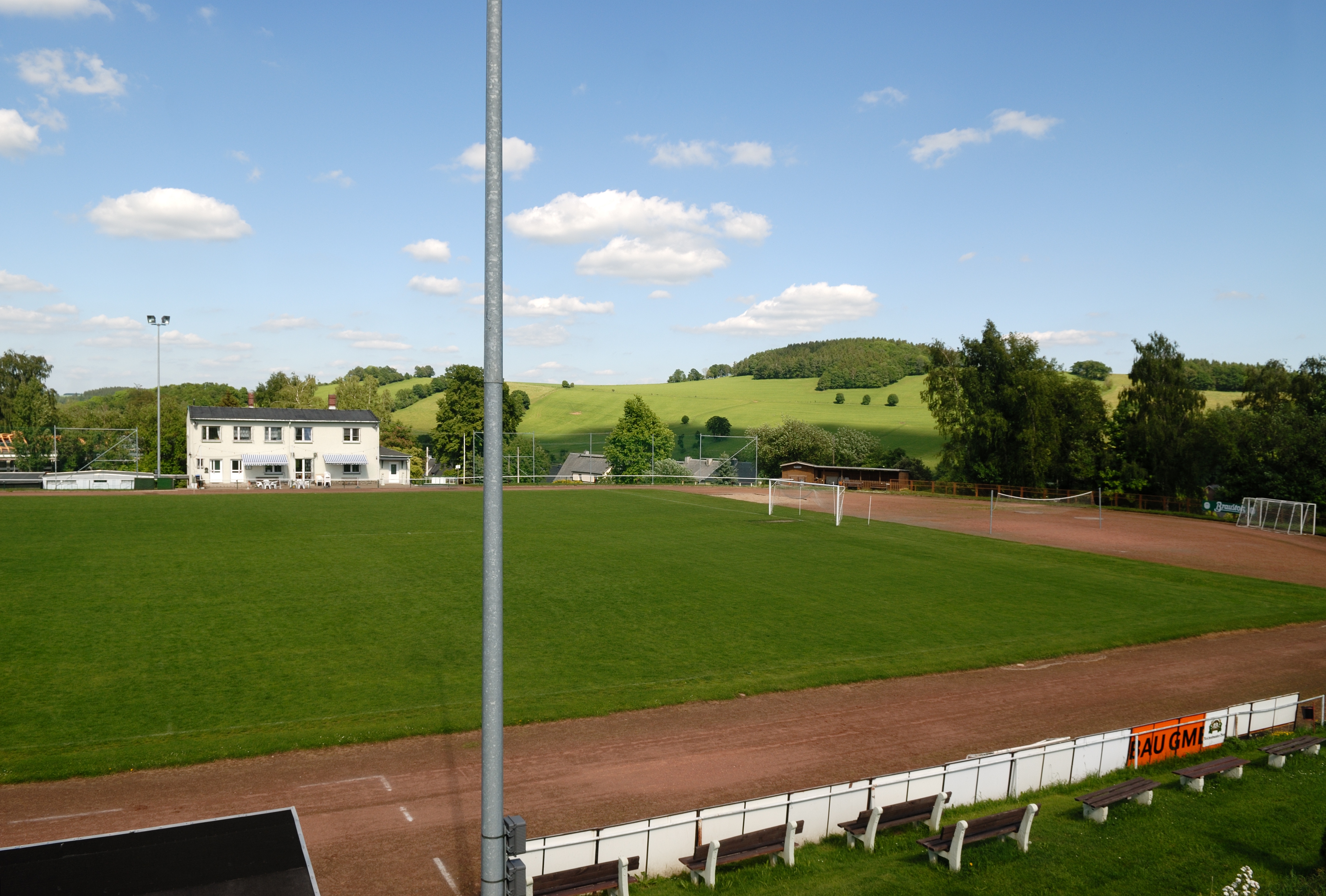
Sportplatz

Drebach verfügt seit dem Jahre 1967 über ein zentrales Schulgebäude, welches sich in der Ortsmitte in der Nähe der Sternwarte und des Sportplatzes befindet. Am 1. Juli 1966 wurde der Grundstein für den Schulneubau gelegt. Am 30. August 1967 fand die Einweihung der Polytechnischen Oberschule (POS) unter dem Namen „Karl-Marx-Oberschule“ für 500 Schüler und 30 Lehrer statt. Die Baukosten beliefen sich etwa auf 2,9 Millionen DDR-Mark. Am 1. Juni 1969 wurden darüber hinaus das Wirtschaftsgebäude mit Speisesaal, Schulküche, Horträume und eine Hausmeisterwohnung fertiggestellt. Im gleichen Jahr erfolgte der Bau der Straße der Jugend zur Schule.
Im Frühjahr 1990 wurde die Schule zu Ehren des mit der Krokussage eng verbundenen Drebacher Pfarrers in „David-Rebentrost-Schule“ umbenannt. Im Jahre 1992 erfolgte im Rahmen der Einführung des neuen sächsischen Schulsystems die Umwandlung der zehnstufigen POS in eine sechsstufige Mittelschule. Die Grundschule wurde ins benachbarte Venusberg verlagert. In den Folgejahren hatte die Schule, wie die Region im Allgemeinen, die Auswirkungen des ausgeprägten Geburtenknickes nach der Wende zu tragen und erfuhr einen rapiden Rückgang der Schülerzahl, so dass im Juli 2006 die Mittelschule im Rahmen der sächsischen Schulneuordnung trotz starker Proteste der Bevölkerung geschlossen wurde. Im darauffolgenden Monat wurde im Schulgebäude eine Grundschule für Schüler aus Drebach und dem Ortsteil Scharfenstein eingerichtet, die im Jahre 2007 von bereits wieder 120 Schülern besucht worden ist.

### Verkehr
In Scharfenstein befindet sich ein Haltepunkt der Zschopautalbahn Chemnitz–Vejprty. Die Strecke wird von der Erzgebirgsbahn betrieben.

## Persönlichkeiten

### Söhne und Töchter des Ortes
- Karl Stülpner (1762–1841), Wildschütz, Deserteur, Volksheld, geboren in Scharfenstein
- Georg Aenotheus Koch (1802–1879), Altphilologe, Lexikograph und Pädagoge
- Christian Friedrich Arnold (1823–1890), Architekt und Professor an der Dresdner Kunstakademie
- Aloisia Eberle (1889–?), Landtagsabgeordnete in Bayern, geboren in Scharfenstein
- Willy Irmisch (1898–1974), Kommunalpolitiker, geboren in Venusberg
- Ernest G. Reuter (* 1933), Grafiker
- Werner Salevsky (1940–1991), Endurosportler
- Dieter Salevsky (1944–2019), Endurosportler

### Persönlichkeiten, die vor Ort gewirkt haben
- David Rebentrost (1614–1703), Pfarrer, Arzt und Heilpraktiker
- Johanne Amalie von Elterlein (1784–1865), Dichterin der ersten Strophen des erzgebirgischen „Heiligobndliedes“
- Walter Mitscherling (1901–1969), von 1926 bis 1931 ev.-luth. Pfarrer in Drebach
- Karl Sewart (1933–2019), Schriftsteller

## Sonstiges
Drebach existiert nicht nur auf der Erde, sondern auch im Weltall. Der in der Thüringer Landessternwarte Tautenburg entdeckte Kleinplanet (6488) Drebach trägt offiziell den Namen Drebach.